# ادبیات لهستانی

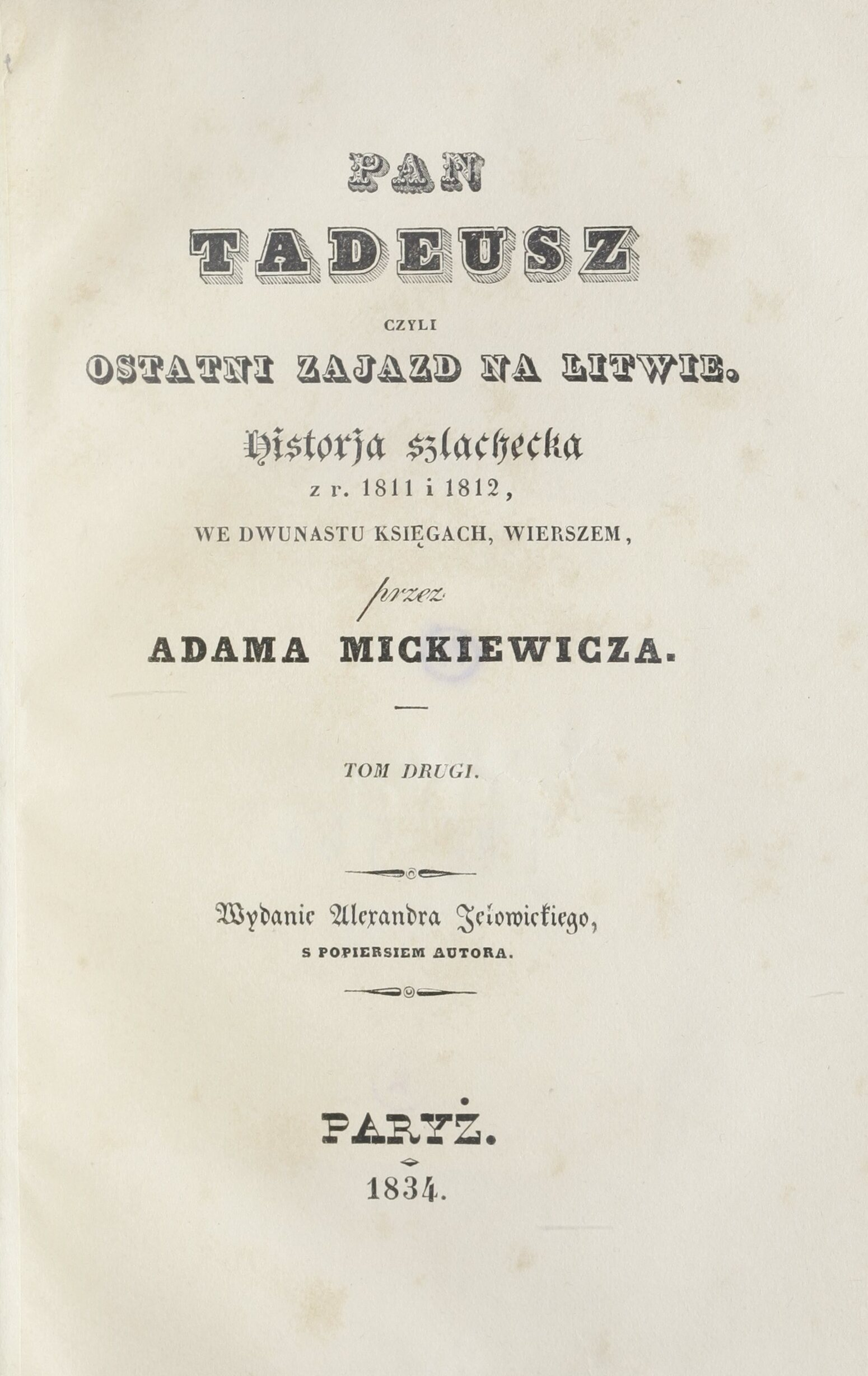
صفحه عنوان نسخه ۱۸۳۴ پان تادئوش اثر آدام میتسکیه‌ویچ، برجسته‌ترین شاعر در میان سخن‌سرایان رمانتیک لهستان

ادبیات لهستانی به مجموعه آثار نوشته‌شده به زبان لهستانی اشاره دارد. ادبیات ملی لهستانی جایگاهی استثنایی در کشور لهستان دارد. در طول سده‌ها بازتاب‌دهنده رویدادهای آشفته تاریخ لهستان و گهگاه دنبال‌کننده هویت سیاسی و فرهنگی این ملت بوده‌است.